# Claudia Acte
Claudia Acte († nach 68) war eine Geliebte des römischen Kaisers Nero.

## Leben
Acte stammte vermutlich aus der Provinz Asia und kam wahrscheinlich schon als minderjährige Sklavin nach Rom. Dort gelangte sie offensichtlich in den Besitz des Kaisers Claudius, der sie später freiließ. In welchem Verhältnis sie zu Claudius stand, ist nicht belegt, doch verblieb sie anscheinend bis über seinen Tod hinaus im kaiserlichen Palast, wo sie der jugendliche Nero im Jahre 55 kennenlernte und in heftiger Liebe zu ihr entflammte.
Neros Mutter Agrippina die Jüngere stellte sich gegen die neue Liebschaft ihres Sohnes und versuchte sie mit allen Mitteln zu bekämpfen. Neros Lehrer Sextus Afranius Burrus und Seneca dagegen bestärkten Nero, um so Agrippinas Einfluss auf ihren Sohn zu brechen. Tatsächlich konnte Agrippina trotz vieler Anstrengungen ihre frühere Macht über Nero nicht mehr zurückgewinnen. Je heftiger sie sein Verhältnis bekämpfte, desto intensiver wurde seine Liebe zu Claudia Acte. Daraufhin änderte Agrippina ihre Taktik und soll dem Paar sogar ihr eigenes Schlafzimmer zur Verfügung gestellt haben. Doch Mutter und Sohn blieben dauerhaft entfremdet. Laut einem wohl auf spätere senatorische Historiker zurückgehenden Gerücht verhinderte Claudia Acte angeblich im Auftrag Senecas ein inzestuöses Verhältnis von Nero zu seiner Mutter, das diese zur Wiedererlangung ihres Einflusses bei Hof habe anknüpfen wollen.
Nero scheint Claudia mit Geschenken überhäuft zu haben. Ihr ausgedehnter Grundbesitz in Puteoli und Velitrae wird durch Inschriften auf Wasserleitungsröhren, Ziegelsteinen und Amphoren bezeugt. Außerdem wurde ihr Epitaph in Velitrae entdeckt. Zahlreiche ihrer Sklaven und Freigelassenen sind durch Inschriftenfunde namentlich bekannt. Viele dieser Sklaven sollen Christen gewesen sein. Dass auch Claudia Acte Christin gewesen sein könnte, ist nirgendwo belegt und wird von der heutigen Forschung als eher unwahrscheinlich angesehen.
Um die nach den damaligen Konventionen skandalöse Liebesbeziehung zu Claudia Acte zu legitimieren, spielte Nero sogar mit dem Gedanken, seine Frau Octavia, die Tochter des Claudius, zu verlassen und Claudia zu heiraten. Dagegen stand jedoch ein Gesetz aus der Zeit des Augustus, das eine eheliche Verbindung zwischen Freigelassenen und Mitgliedern des Senats verbot. Dies galt auch für Mitglieder des Herrscherhauses. Um dies zu umgehen, ersann Nero eine List. Mit üppigen Geschenken bestochen, gewann er eine Reihe einflussreicher Männer in hohen Ämtern für sich, die bereit waren zu beschwören, dass Claudia Acte von königlicher Geburt sei und in direkter Linie von den Attaliden abstamme.
Die Affäre endete, als Nero etwa 59 Poppaea Sabina kennenlernte. Die verstoßene Claudia scheint ihm aber weiterhin die Treue gehalten zu haben. Wie einer Inschrift auf einer Wand der Kathedrale von Pisa zu entnehmen ist, weihte Claudia in dieser Stadt der Göttin Ceres einen Tempel mit der Bitte, dass Neros Liebe zu ihr nicht erlöschen und seine Heirat mit Poppaea Sabina verhindert werden solle. Nach Neros Tod (68) kümmerten sich nur sie und zwei Ammen um seine sterblichen Überreste und bestatteten ihn. Claudia übernahm auch die Begräbniskosten von stattlichen 200.000 Sesterzen.

## Kulturelle Adaption

### Literarische Darstellungen
Literarische Denkmäler setzten ihr 1838 der französische Schriftsteller Alexandre Dumas mit seinem Roman Acte und 1896 der polnische Schriftsteller Henryk Sienkiewicz in seinem Roman Quo vadis?. Auch ist Acte in Lion Feuchtwangers Roman Der falsche Nero maßgeblich.

### Filmische Darstellungen
- 1951: Quo Vadis, USA, Spielfilm, dargestellt von Rosalie Crutchley.
- 2004: Nero – Die dunkle Seite der Macht, USA/Deutschland/Italien, Fernsehfilm, dargestellt von Rike Schmid.

## Belege
1. ↑  Cassius Dio 61,7,1.
2. ↑  Tacitus, Annalen 13,12 f.
3. ↑  Tacitus, Annalen 14,2.
4. ↑  CIL X, 6599
5. ↑  Cassius Dio 61,7,1; Sueton, Nero 28.
6. ↑  Sueton, Nero 50.

| Personendaten    | Personendaten                                     |
| ---------------- | ------------------------------------------------- |
| NAME             | Claudia Acte                                      |
| ALTERNATIVNAMEN  | Akte                                              |
| KURZBESCHREIBUNG | römische Freigelassene, Geliebte des Kaisers Nero |
| GEBURTSDATUM     | 1. Jahrhundert                                    |
| STERBEDATUM      | nach 68                                           |